# Ядув (гміна)
Гміна Ядув (пол. Gmina Jadów) — місько-сільська гміна у центральній Польщі. Належить до Воломінського повіту Мазовецького воєводства.
Станом на 31 грудня 2011 у гміні проживало 7710 осіб.

## Площа
Згідно з даними за 2007 рік площа гміни становила 116.87 км², у тому числі:
- орні землі: 63.00%
- ліси: 29.00%

Таким чином, площа гміни становить 12.23% площі повіту.

## Населення
Станом на 31 грудня 2011:
| Опис     | Загалом | Загалом | Чоловіки | Чоловіки | Жінки | Жінки |
| -------- | ------- | ------- | -------- | -------- | ----- | ----- |
| одиниця  | осіб    | %       | осіб     | %        | осіб  | %     |
| все      | 7710    | 100     | 3869     | 50.18    | 3841  | 49.82 |
| міське   | 0       | 100     | 0        |          | 0     |       |
| сільське | 7710    | 100     | 3869     | 50.18    | 3841  | 49.82 |

## Сусідні гміни
Гміна Ядув межує з такими гмінами: Вишкув, Забродзе, Коритниця, Лохув, Страхувка, Тлущ.